# Kim Pen Hwa
Kim Pen Hwa (kor. 김병화, ros. Ким Пен Хва, ur. 24 lipca?/6 sierpnia 1905 we wsi Czapigou k. Nikolska Ussuryjskiego w obwodzie nadmorskim, zm. 7 maja 1974 w Taszkencie) – przewodniczący kołchozu „Polarnaja Zwiezda” w Uzbeckiej SRR, dwukrotny Bohater Pracy Socjalistycznej (1948 i 1951).

## Życiorys
Urodził się w koreańskiej rodzinie chłopskiej, jego rodzice krótko przed jego urodzeniem emigrowali z Korei do Rosji. Pomagał rodzicom w prowadzeniu gospodarstwa, skończył 4 klasy szkoły wiejskiej. Podczas wojny domowej w Rosji walczył w oddziale partyzanckim przeciw japońskim interwentom. W 1927 został powołany do służby w Armii Czerwonej, ukończył szkołę młodszych dowódców i został pomocnikiem dowódcy plutonu. W 1929 brał udział w działaniach zbrojnych konfliktu o Kolej Wschodniochińską, w 1932 skończył Moskiewską Wojskową Szkołę Piechoty im. Lenina i został dowódcą kompanii w 76 pułku piechoty 26 Kazańskiej Dywizji Piechoty w Jełabudze. Po wprowadzeniu stopni wojskowych w Armii Czerwonej otrzymał stopień starszego porucznika. W 1937 podczas wielkiego terroru zaczęła się deportacja obywateli ZSRR narodowości koreańskiej, w związku z którą 14 lipca 1938 został aresztowany pod zarzutem udziału w koreańskiej organizacji nacjonalistycznej  „Nowe Biuro Koreańskiej Kompartii”. W kwietniu 1939 sprawę umorzono, jednak nie przywrócono Kima do służby w wojsku. Udał się do Uzbeckiej SRR, dokąd deportowano jego rodzinę. Zaczął pracować w kołchozie „Nowyj Put'” w obwodzie taszkenckim, w 1940 został przewodniczącym kołchozu „Polarnaja Zwiezda”, którym kierował ponad 34 lata, przyczyniając się do jego rozwoju i wzrostu plonów bawełny. Był deputowanym do Rady Najwyższej Uzbeckiej SRR.

## Odznaczenia
- Medal Sierp i Młot Bohatera Pracy Socjalistycznej (dwukrotnie - 27 kwietnia 1948 i 26 sierpnia 1951)
- Order Lenina (czterokrotnie – 27 kwietnia 1948, 18 maja 1948, 13 czerwca 1950 i 11 stycznia 1957)
- Order Rewolucji Październikowej
- Order Czerwonego Sztandaru Pracy (dwukrotnie – 23 stycznia 1946 i 16 stycznia 1950)
- Order „Znak Honoru” (25 grudnia 1945)

I medale.